# A Thousand and One
A Thousand and One es una película dramática estadounidense de 2023, escrita y dirigida por A. V. Rockwell. Está protagonizada por Teyana Taylor, Will Catlett, Josiah Cross, Aven Courtney y Aaron Kingsley Adetola. Tuvo su estreno mundial en el Festival de Cine de Sundance 2023 el 22 de enero de 2023 y ganó el Gran Premio del Jurado. Fue estrenada el 31 de marzo de 2023 por Focus Features.

## Reparto
- Teyana Taylor como Inez de la Paz
- Aaron Kingsley Adetola como Terry (6 años)
- Aven Courtney como Terry (13 años)
- Josiah Cross como Terry (17 años)
- Will Catlett como Lucky
- Terri Abney como Kim Jones

## Producción
En diciembre de 2020, se anunció que A. V. Rockwell escribiría y dirigiría la película, con Lena Waithe como productora bajo el estandarte de Hillman Grad Productions y Focus Features como distribuidora. En julio de 2021, Teyana Taylor se unió al elenco de la película.

## Estreno
Tuvo su estreno mundial en el Festival de Cine de Sundance 2023 el 22 de enero de 2023. La película fue estrenada el 31 de marzo de 2023 por Focus Features.

## Recepción

### Crítica
A Thousand and One recibió reseñas generalmente positivas de parte de la crítica y de la audiencia. En el sitio web agregador de reseñas Rotten Tomatoes, la película posee una aprobación de 97%, basada en 118 reseñas, con una calificación de 7.2/10 y un consenso crítico que dice "Un tributo a la devoción de los padres y un testimonio del talento de Teyana Taylor, A Thousand and One presenta un retrato desgarrador de perseverancia frente a la desigualdad sistémica". De parte de la audiencia tiene una aprobación de 87%, basada en más de 500 votos, con una calificación de 4.2/5.
El sitio web Metacritic le dio a la película una puntuación de 81 de 100, basada en 30 reseñas, indicando "aclamación universal". En el sitio IMDb los usuarios le asignaron una calificación de 7.0/10, sobre la base de más de más de 5200 votos, mientras que en la página web FilmAffinity la película tiene una calificación de 6.2/10, basada en 209 votos.

### Premios y nominaciones
| Premio                                                  | Fecha                   | Categoría                                   | Nominado                                                                              | Resultado   | Ref.   |
| ------------------------------------------------------- | ----------------------- | ------------------------------------------- | ------------------------------------------------------------------------------------- | ----------- | ------ |
| Festival de Cine de Sundance                            | 27 de enero de 2023     | Gran Premio del Jurado – Drama              | A Thousand and One                                                                    | Ganadora    | [ 10 ] |
| Hollywood Critics Association Midseason Film Awards     | 30 de junio de 2023     | Mejor película independiente                | A Thousand and One                                                                    | Nominada    | [ 11 ] |
| Hollywood Critics Association Midseason Film Awards     | 30 de junio de 2023     | Mejor actriz                                | Teyana Taylor                                                                         | Nominada    | [ 11 ] |
| Festival de Cine de Jerusalén                           | 23 de julio de 2023     | Mejor debut internacional                   | A Thousand and One                                                                    | Nominada    | [ 12 ] |
| Premios Gotham                                          | 27 de noviembre de 2023 | Mejor película                              | A Thousand and One                                                                    | Nominada    | [ 13 ] |
| Premios Gotham                                          | 27 de noviembre de 2023 | Mejor director                              | A. V. Rockwell                                                                        | Ganadora    | [ 13 ] |
| Premios Gotham                                          | 27 de noviembre de 2023 | Mejor actuación revelación                  | Teyana Taylor                                                                         | Nominada    | [ 13 ] |
| Celebration of Cinema & Television                      | 4 de diciembre de 2023  | Mejor actuación revelación                  | Teyana Taylor                                                                         | Ganadora    | [ 14 ] |
| National Board of Review                                | 6 de diciembre de 2023  | Top 10 Películas Independientes             | A Thousand and One                                                                    | Ganadora    | [ 15 ] |
| National Board of Review                                | 6 de diciembre de 2023  | Mejor actuación revelación                  | Teyana Taylor                                                                         | Ganadora    | [ 15 ] |
| Premios de la Asociación de Críticos de Cine de Boston  | 10 de diciembre de 2023 | Mejor cineasta revelación                   | A. V. Rockwell                                                                        | Subcampeona | [ 16 ] |
| Premios de la Asociación de Críticos de Cine de Chicago | 12 de diciembre de 2023 | Premio Milos Stehlik al cineasta revelación | A. V. Rockwell                                                                        | Nominada    | [ 17 ] |
| Toronto Film Critics Association                        | 17 de diciembre de 2023 | Mejor actuación revelación                  | Teyana Taylor                                                                         | Ganadora    | [ 18 ] |
| Florida Film Critics Circle Awards                      | 21 de diciembre de 2023 | Mejor actriz                                | Teyana Taylor                                                                         | Pendiente   | [ 19 ] |
| Florida Film Critics Circle Awards                      | 21 de diciembre de 2023 | Mejor banda sonora                          | Gary Gunn                                                                             | Pendiente   | [ 19 ] |
| Florida Film Critics Circle Awards                      | 21 de diciembre de 2023 | Mejor ópera prima                           | A. V. Rockwell                                                                        | Pendiente   | [ 19 ] |
| Astra Film Awards                                       | 6 de enero de 2024      | Mejor ópera prima                           | A. V. Rockwell                                                                        | Pendiente   | [ 20 ] |
| Premios Independent Spirit                              | 25 de febrero de 2024   | Mejor ópera prima                           | A. V. Rockwell, Julia Lebedev, Rishi Rajani, Eddie Vaisman, Lena Waithe y Brad Weston | Pendiente   | [ 21 ] |
| Premios Independent Spirit                              | 25 de febrero de 2024   | Mejor actuación protagonista                | Teyana Taylor                                                                         | Pendiente   | [ 21 ] |
| Indiana Film Journalists Association                    | 18 de diciembre de 2023 | Mejor película                              | A Thousand and One                                                                    | Pendiente   | [ 22 ] |
| Indiana Film Journalists Association                    | 18 de diciembre de 2023 | Mejor guion original                        | A. V. Rockwell                                                                        | Pendiente   | [ 22 ] |
| Indiana Film Journalists Association                    | 18 de diciembre de 2023 | Mejor actuación protagonista                | Teyana Taylor                                                                         | Pendiente   | [ 22 ] |
| Indiana Film Journalists Association                    | 18 de diciembre de 2023 | Mejor reparto                               | A Thousand and One                                                                    | Pendiente   | [ 22 ] |
| Indiana Film Journalists Association                    | 18 de diciembre de 2023 | Revelación del año                          | Josiah Cross                                                                          | Pendiente   | [ 22 ] |
| Premios Black Reel                                      | 16 de enero de 2024     | Mejor director                              | A. V. Rockwell                                                                        | Pendiente   | [ 23 ] |
| Premios Black Reel                                      | 16 de enero de 2024     | Mejor actuación protagonista                | Teyana Taylor                                                                         | Pendiente   | [ 23 ] |
| Premios Black Reel                                      | 16 de enero de 2024     | Mejor actuación revelación                  | Teyana Taylor                                                                         | Pendiente   | [ 23 ] |
| Premios Black Reel                                      | 16 de enero de 2024     | Mejor director emergente                    | A. V. Rockwell                                                                        | Pendiente   | [ 23 ] |
| Premios Black Reel                                      | 16 de enero de 2024     | Mejor guion                                 | A. V. Rockwell                                                                        | Pendiente   | [ 23 ] |
| Premios Black Reel                                      | 16 de enero de 2024     | Mejor primer guion                          | A. V. Rockwell                                                                        | Pendiente   | [ 23 ] |
| Premios Black Reel                                      | 16 de enero de 2024     | Mejor película independiente                | A Thousand and One                                                                    | Pendiente   | [ 23 ] |
| Premios Black Reel                                      | 16 de enero de 2024     | Mejor peinado y maquillaje                  | Craig Carter                                                                          | Pendiente   | [ 23 ] |